# Claude Barbin (contrôleur général)
Pour les articles homonymes, voir Claude Barbin et Barbin.
Claude Barbin, baron de Broyes est un administrateur français né vers 1565-1570 et mort en mai 1624, en Franche-Comté espagnole.

## Famille
Fils de Christophe Barbin, seigneur du Mesnil, anobli en août 1593 par Henri IV et de Marguerite Riotte, Claude Barbin a épousé Jeanne Cochon, fille d'un conseiller au siège présidial de Melun.

## Carrière
Procureur du roi à Melun, sous le règne d'Henri IV, puis courtier du banquier Filippo Gondi, il devient le 1er janvier 1614, intendant de la régente, Marie de Médicis. Du 20 mai 1616 à avril 1617, il est contrôleur général des finances de la régente, Marie de Médicis. Il prend de fait la place de Pierre Jeannin mais pas son titre de surintendant. 
Après le "coup de majesté" de Louis XIII, le 24 avril 1617, il est assigné à résidence dans sa demeure où les gardes pillent sa vaisselle et son argent et où deux commissaires font l'inventaire de ses biens et papiers, les scellés sont mis sur ses affaires et ses archives. Le 28 avril 1617, il est d'abord emprisonné au For-l'Évêque puis à la Bastille. 
Il entretient depuis sa prison une correspondance secrète avec Marie de Médicis, alors en exil à Blois. Il est accusé d'ourdir un complot. Le 2 août 1618, il est condamné au bannissement à perpétuité par un arrêt enregistré le 30 août, mais il demeure emprisonné à la Bastille sur ordre du roi.
Le 7 août 1619, Marie de Médicis obtient sa libération par l'article 7 du traité d'Angers.

## Fortune
Le 26 mars 1599, il achète la baronnie de Broye qu'il vend le 28 mars 1603 à Dreux Barbin (son frère).